# 台中亞緻大飯店

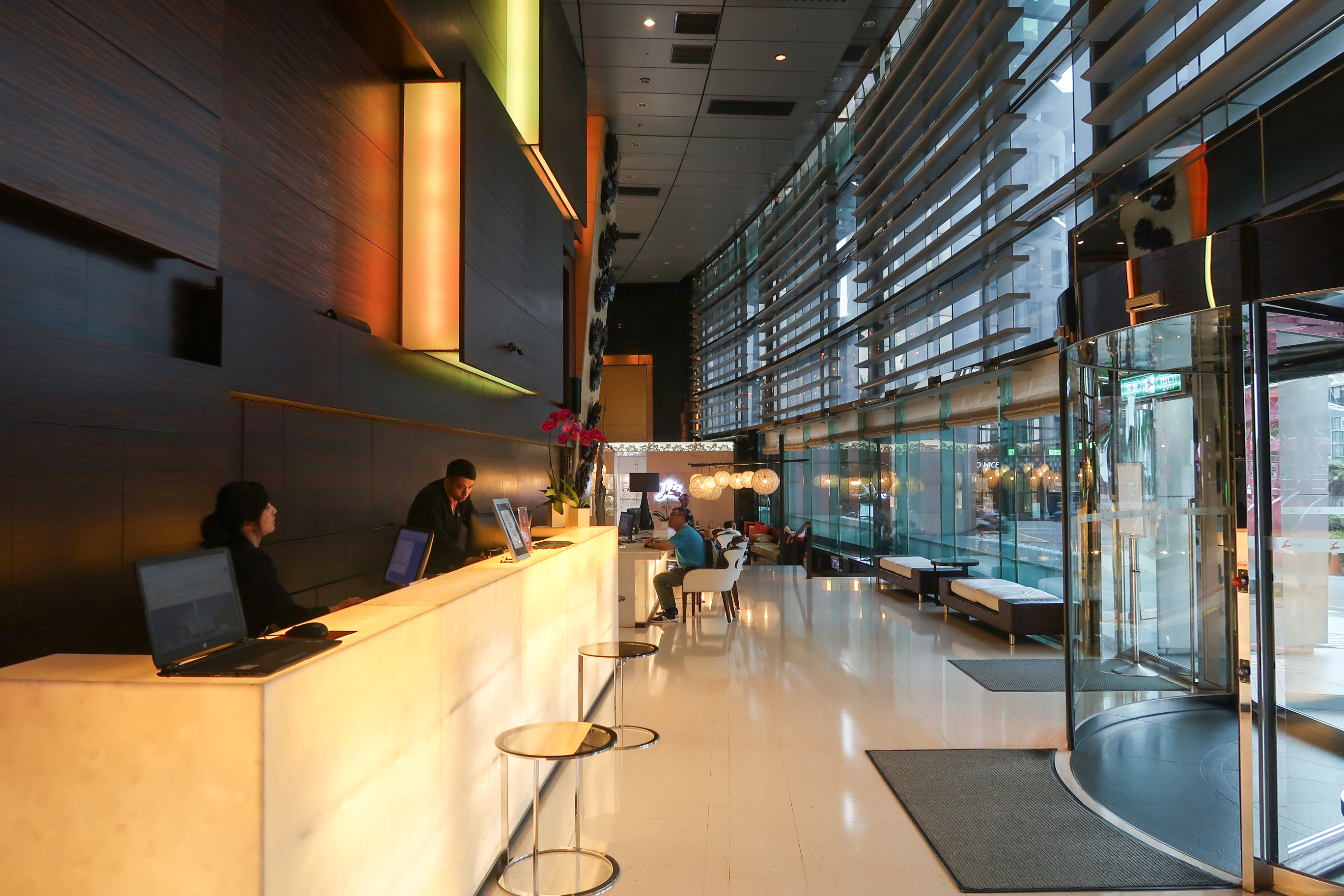
酒店大堂

台中亞緻大飯店（英語：The Landis Taichung）是位於臺灣臺中市西區英才路、公益路的五星級旅館，隸屬麗緻集團旗下，由集團總裁嚴長壽與集團經理人共同籌備創設。於2006年11月開幕營運，2017年將英文名從「Hotel ONE Taichung」改為「The Landis Taichung」。
座落於世華國際大樓內，鄰近國立自然科學博物館、國立台灣美術館、勤美誠品綠園道、廣三SOGO百貨與經國園道等景點，因建築本身的船型設計，被譽為台灣版的杜拜帆船飯店。
2020年3月，麗緻集團召開記者會，宣布因固定成本相關費用及沈重租金壓力，導致持續虧損，決定自2020年3月9日起停止營運。

## 交通
台中市公車
- 台中客運：27、107
- 豐原客運：51
- 統聯客運：81

週邊道路
- 公益路
- 英才路
- 美村路

## 周邊景點
- 經國綠園道-市民廣場-美術綠園道
- 國立自然科學博物館
- SOGO廣三崇光百貨
- 勤美草悟道商圈
  - 勤美誠品綠園道、勤美術館
  - NOVA資訊廣場
  - 范特喜微創文化綠光計畫
- 公益路美食商圈
- 模範社區
- 美術園道商圈
  - 國立台灣美術館
  - 臺中市大墩文化中心
  - 審計新村青年文創聚落
  - 忠信市場藝術聚落

## 外部連結
- 台中亞緻大飯店 （页面存档备份，存于）（繁體中文）

24°09′00″N 120°39′55″E / 24.1499353°N 120.6651778°E